# Un homme amoureux
Pour plus de détails, voir Fiche technique et Distribution.
Un homme amoureux (A Man in Love) est un film franco-italo-britannique de Diane Kurys sorti en 1987. Il a été présenté en ouverture du Festival de Cannes 1987.

## Synopsis
À Rome, à Cinecittà, lors du tournage d'un film consacré à Cesare Pavese, Steve, un célèbre acteur américain marié avec Susan avec laquelle il a deux jeunes enfants, tombe amoureux de Jane, sa partenaire française, qui elle même a une relation amoureuse avec Bruno, un jeune théatreux parisien d'avant-garde. 
Jane et Steve vivent une histoire d'amour intense en dépit de l'hostilité de Bruno. Alors que Steve ne peut se résoudre à quitter Susan, Jane doit faire face à l'agonie de sa mère, qui se meurt d'un cancer...

## Fiche technique
- Titre français : Un homme amoureux
- Titre anglais : A Man in Love
- Titre italien : Un uomo innamorato
- Réalisation : Diane Kurys, assistée de Frédéric Blum
- Scénario : Diane Kurys, Olivier Schatzky
- Adaptation : Israel Horovitz
- Affiche : Philippe Lemoine
- Musique : Georges Delerue
- Directeur de la photographie : Bernard Zitzermann
- Son : Bernard Bats et Gérard Lamps
- Pays de production :  France,  Italie,  Royaume-Uni
- Durée : 125 minutes
- Date de sortie : 7 mai 1987 (Festival de Cannes)

## Distribution
- Peter Coyote (VF : Pierre Arditi) : Steve Elliott
- Greta Scacchi (VF : Emmanuèle Bondeville) : Jane Steiner
- Jamie Lee Curtis (VF : Juliette Degenne) : Susan Elliott
- Claudia Cardinale (VF : Elle-même) : Julia Steiner
- Peter Riegert (VF : Patrick Bruel[1]) : Michael
- John Berry (VF : Henry Djanik) : Harry Steiner
- Vincent Lindon (VF : Lui-même) : Bruno Schlosser
- Jean Pigozzi (VF : Jacques Deschamps) : Dante Pizani
- Elia Katz (VF : Claude Villers) : Sam
- Constantin Alexandrov : De Vitta
- Jean-Claude de Goros : Sandro

## Distinctions
- Bernard Bats, Gérard Lamps, nommés pour le César du meilleur son lors de la 13e cérémonie des César.
- Sélection et film d'ouverture lors du Festival de Cannes 1987[2].
- César de la meilleure affiche Philippe Lemoine (affichiste)

## Discographie
- Initialement parue en album 33 tours, la bande originale du film Un homme amoureux composée par Georges Delerue a été éditée sur CD chez Disques Cinémusique en 2002[3].